# Polsko-brytyjski układ sojuszniczy
Polsko-brytyjski układ sojuszniczy – traktat sojuszniczy zawarty 25 sierpnia 1939 pomiędzy Wielką Brytanią a Polską. W imieniu rządów polskiego oraz brytyjskiego podpisali go ambasador Rzeczypospolitej w Wielkiej Brytanii Edward Raczyński oraz sekretarz spraw zagranicznych Wielkiej Brytanii lord Edward Halifax. Zawierał 8 artykułów jawnych oraz 4 artykuły tajne. Zarejestrowany przez Sekretariat Ligi Narodów 3 stycznia 1940 zgodnie z wymogami stawianymi przez Traktat Wersalski w art. 18.

## Treść dokumentu

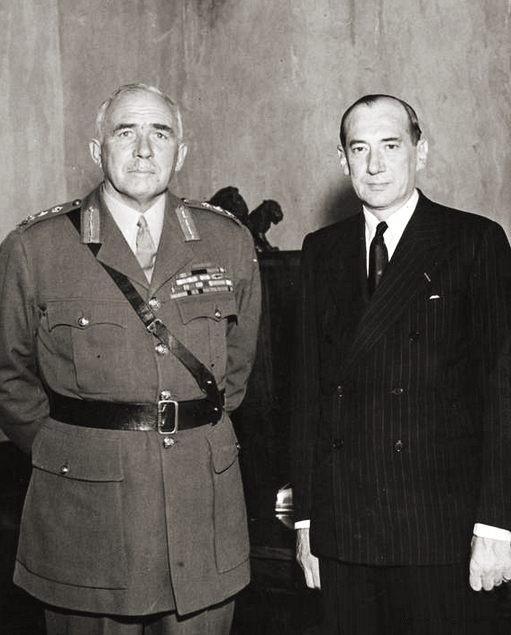
Edmund Ironside, szef Imperialnego Sztabu Generalnego i Józef Beck (1939)

Traktat sojuszniczy rozwijał wcześniejsze, jednostronne gwarancje brytyjskie z 31 marca 1939 i gwarancje dwustronne zawarte w protokole podpisanym 6 kwietnia 1939 w trakcie wizyty w Londynie ministra spraw zagranicznych RP Józefa Becka z brytyjskim sekretarzem spraw zagranicznych lordem Halifaxem. Traktat był dokumentem prawa międzynarodowego zobowiązującym obie strony sygnujące do udzielenia sobie wzajemnej pomocy militarnej w przypadku agresji na jedną ze stron lub tzw. agresji pośredniej – na terytorium Wolnego Miasta Gdańska, Litwy, Belgii i Holandii i niezawierania odrębnego rozejmu ani pokoju z agresorem. Składał się on z dwóch części – tekstu zasadniczego oraz tajnego protokołu wyjaśniającego jego pełny kontekst. Przewidywał wzajemną, pełną pomoc zbrojną wobec agresji niewymienionego z nazwy „europejskiego mocarstwa”. Tajny aneks precyzował, że chodzi wyłącznie o Niemcy. W razie napaści innego państwa europejskiego strony miały się jedynie konsultować w sprawie środków, które miały być wspólnie zastosowane. W artykule 6-tym Układu mowa była o zobowiązaniach umawiających się stron z państwami trzecimi w sprawie tych środków, z zaznaczeniem, że ''ich wykonanie nie mogło nigdy naruszyć suwerenności ani nietykalności drugiej umawiającej się strony".Traktat został zawarty na czas pięciu lat z automatycznym przedłużeniem bez określenia terminu w przypadku braku wypowiedzenia na 6 miesięcy przed upływem tego okresu. Nabierał mocy z chwilą podpisania, bez konieczności ratyfikacji. Była to pierwsza formalna dwustronna umowa sojusznicza Wielkiej Brytanii z krajem na wschód od linii Renu.

## Nadzieje i oczekiwania Polski związane z sojuszem
Sojusz polsko-brytyjski dawał Polsce nadzieje na powstrzymanie Adolfa Hitlera przed atakiem na Polskę, zaś Wielka Brytania potwierdzała formalnie przez jego zawarcie gotowość przystąpienia do wojny z III Rzeszą w przypadku agresji przeciw Polsce, pomimo zawartego dzień wcześniej paktu Ribbentrop-Mołotow. Okazał się on jednak niewystarczający wobec konsekwencji w realizacji postanowień paktu Berlin-Moskwa przez strony, co potwierdził rozwój dalszych wydarzeń. Hitler w oparciu o analizy Joachima von Ribbentropa, byłego ambasadora III Rzeszy w Wielkiej Brytanii i rzecznika ścisłej współpracy niemiecko-sowieckiej uznał, że zawarcie układu sojuszniczego z Polską to blef Wielkiej Brytanii, która do wojny niemiecko-polskiej, pomimo niemieckiej agresji, nie przystąpi w obliczu jasnego stanowiska ZSRR, przychylnego Rzeszy. Intencją Hitlera było przeprowadzenie izolowanej wojny z Polską, bez ryzyka wojny światowej. Kalkulacje te okazały się błędne.

## Sytuacja polityczna Polski po podpisaniu układu
Adolf Hitler był zaskoczony zawarciem w Londynie sojuszu polsko-brytyjskiego. Gwarancje pomocy wojskowej udzielone przez Brytyjczyków Polsce w razie ataku Niemiec spowodowały przesunięcie terminu rozpoczęcia wojny. Wrogo nastawiony do paktu Ribbentrop-Mołotow Benito Mussolini, wbrew wcześniejszym deklaracjom i formalnym zobowiązaniom wobec Niemiec (pakt stalowy), oświadczył Hitlerowi, że Włochy nie przystąpią do wojny, ponieważ nie są do niej jeszcze przygotowane. Hitler w wyniku zaistniałej sytuacji politycznej odwołał termin rozpoczęcia agresji na Polskę, wyznaczony na 26 sierpnia 1939 r. Następne dni zostały przez przywódców III Rzeszy poświęcone na próbę podważenia sojuszu polsko-brytyjskiego i dyplomatycznej izolacji Polski, a także na potwierdzenie zaangażowania ZSRR po stronie Rzeszy pomimo oficjalnego zaangażowania się Wielkiej Brytanii w potencjalny konflikt niemiecko-polski. Wysiłki dyplomatyczne wobec Brytyjczyków (misja szwedzkiego przemysłowca Birgera Dahlerusa) zakończyły się fiaskiem. Natomiast ZSRR potwierdził publicznie, że nie demobilizuje Armii Czerwonej na granicy z Polską, co stanowiło potwierdzenie zobowiązań tajnego protokołu do paktu Ribbentrop-Mołotow. W konsekwencji 30 sierpnia 1939 Hitler ponowił rozkaz agresji na Polskę wyznaczając jej termin na dzień 1 września 1939 roku.

## Krytyka sojuszu z Wielką Brytanią
W 1939 roku pozbawiony zaplecza politycznego Władysław Studnicki napisał broszurę pt. „Wobec nadchodzącej drugiej wojny światowej”, która krytykowała ewentualne zawarcie paktu sojuszniczego z Wlk. Brytanią. Argumentował w niej, że Londyn zamierza wciągnąć ZSRR do koalicji, za co Anglia może „zapłacić” mu wschodnimi województwami Polski. Autor nie mógł znać szczegółów rozmów między Wielką Brytanią a Polską, w których rola Rosji w ujęciu brytyjskim miała dotyczyć pomocy materialnej dla zaatakowanej przez Niemcy Polski, na co Polska wyrażała aprobatę, lecz nie wierzyła w realność takiej pomocy ze strony państwa wrogo nastawionego do niej. Wcześniej, Polska w rozmowach bilateralnych z Francją i Wielką Brytanią odrzuciła możliwość wkroczenia na teren Polski Armii Czerwonej. Broszura ta, wydana jeszcze w czerwcu 1939 roku, została skonfiskowana przez polski rząd. 

## Polsko-brytyjski układ sojuszniczy a rzeczywistość
Chociaż ustalenia układu zobowiązywały Wielką Brytanię do pełnej i natychmiastowej pomocy Polsce w razie agresji III Rzeszy, to rzeczywistość nie spełniła polskich oczekiwań. Wielka Brytania 3 września 1939 r. wypowiedziała wojnę Niemcom. Jednak prócz blokady morskiej Niemiec (w której został w dniu 17 września 1939 r. zatopiony lotniskowiec HMS „Courageous”) i nalotu samolotów RAF na niemieckie bazy morskie w Wilhelmshaven, Cuxhaven i Brunsbuttelkoog w dniu 5 września nie podjęła żadnych poważnych działań militarnych wobec Niemiec w 1939 roku. Zamiast tego sojusznicy Polski podjęli dość niezrozumiałe przedsięwzięcia, które przeszły do historii jako tzw. „dziwna wojna”. W okresie późniejszym natomiast polsko-brytyjski układ sojuszniczy stał się podstawą do tworzenia oddziałów Polskich Sił Zbrojnych na terytorium Wielkiej Brytanii i krajów Imperium Brytyjskiego.